# جون بريغز (لاعب كرة قاعدة)
جون بريغز (بالإنجليزية: John Briggs)‏ هو لاعب كرة قاعدة أمريكي، ولد في 24 يناير 1934 في Natomas, Sacramento, California ‏ في الولايات المتحدة، وتوفي في 25 ديسمبر 2018.

## وصلات خارجية
- جون بريغز على موقع دوري كرة القاعدة الرئيسي (الإنجليزية)
- جون بريغز على موقعبيزبول رفرنس.كوم (الدوري الرئيسي) (الإنجليزية)
- جون بريغز على موقعبيزبول رفرنس.كوم (الدوري الثانوي) (الإنجليزية)